# Mijoši (Tokušima)
Mijoši (japonsky:三好市; Mijoši-ši) je město v prefektuře Tokušima na ostrově Šikoku v Japonsku. V říjnu 2016 zde řilo necelých 27 tisíc obyvatel. Leží zde proslulý liánový most přes řeku Ijagawa (祖谷川), který je známý svoji fotogeničností. 